# Maxi Rodríguez
Maximiliano Rubén "Maxi" Rodríguez (n. 2 ianuarie 1981, Central (Hongkong), Imperiul Britanic, Hong Kongul britanic) este un fotbalist argentinian care evoluează la clubul Newell's Old Boys în Primera División de Argentina.

## Goluri internaționale
| #   | Data               | Stadion                                  | Oponent              | Scor | Rezultat     | Competiția                                             |
| --- | ------------------ | ---------------------------------------- | -------------------- | ---- | ------------ | ------------------------------------------------------ |
| 1.  | 8 iunie 2003       | Nagai, Osaka, Japonia                    | Japonia              | 4–1  | 4–1          | Meci amical                                            |
| 2.  | 17 august 2005     | Ferenc Puskas, Budapesta, Ungaria        | Ungaria              | 1–0  | 2–1          | Meci amical                                            |
| 3.  | 30 mai 2006        | Arechi, Salerno, Italia                  | Angola               | 1–0  | 2–0          | Meci amical                                            |
| 4.  | 16 iunie 2006      | Veltins-Arena, Gelsenkirchen, Germania   | Serbia și Muntenegru | 1–0  | 6–0          | Campionatul Mondial de Fotbal 2006                     |
| 5.  | 16 iunie 2006      | Veltins-Arena, Gelsenkirchen, Germania   | Serbia și Muntenegru | 3–0  | 6–0          | Campionatul Mondial de Fotbal 2006                     |
| 6.  | 24 iunie 2006      | Zentralstadion, Leipzig, Germania        | Mexic                | 2–1  | 2–1 (a.e.t.) | Campionatul Mondial de Fotbal 2006                     |
| 7.  | 22 august 2007     | Ullevaal, Oslo, Norvegia                 | Norvegia             | 1–2  | 1–2          | Meci amical                                            |
| 8.  | 4 iunie 2008       | Qualcomm, San Diego, SUA                 | Mexic                | 3–0  | 4–1          | Meci amical                                            |
| 9.  | 19 noiembrie 2008  | Hampden Park, Glasgow, Scoția            | Scoția               | 1–0  | 1–0          | Meci amical                                            |
| 10. | 28 martie 2009     | El Monumental, Buenos Aires, Argentina   | Venezuela            | 3–0  | 4–0          | Calificările pentru Campionatul Mondial de Fotbal 2010 |
| 11. | 24 mai 2010        | El Monumental, Buenos Aires, Argentina   | Canada               | 1–0  | 5–0          | Meci amical                                            |
| 12. | 24 mai 2010        | El Monumental, Buenos Aires, Argentina   | Canada               | 2–0  | 5–0          | Meci amical                                            |
| 13. | 10 septembrie 2013 | Defensores del Chaco, Asunción, Paraguay | Paraguay             | 5–2  | 5–2          | Calificările pentru Campionatul Mondial de Fotbal 2014 |
| 14. | 15 octombrie 2013  | Centenario, Montevideo, Uruguay          | Uruguay              | 1–1  | 2–3          | Calificările pentru Campionatul Mondial de Fotbal 2014 |
| 15. | 15 octombrie 2013  | Centenario, Montevideo, Uruguay          | Uruguay              | 2–2  | 2–3          | Calificările pentru Campionatul Mondial de Fotbal 2014 |

## Palmares

### Club
Atlético Madrid
- Cupa UEFA Intertoto: 2007

Liverpool
- Football League Cup: 2011–12

Newell's Old Boys
- Primera División Argentina: 2013

### Internațional
- FIFA U-20 World Cup: 2001

## Statistici de club
La 25 mai 2016.
| Club              | Sezon     | Campionat | Campionat | Cupă    | Cupă   | Internațional | Internațional | Total   | Total  |
| Club              | Sezon     | Meciuri   | Goluri    | Meciuri | Goluri | Meciuri       | Goluri        | Meciuri | Goluri |
| ----------------- | --------- | --------- | --------- | ------- | ------ | ------------- | ------------- | ------- | ------ |
| Newell's Old Boys | 1999–2000 | 6         | 0         | 0       | 0      | 0             | 0             | 6       | 0      |
| Newell's Old Boys | 2000–01   | 18        | 5         | 0       | 0      | 0             | 0             | 18      | 5      |
| Newell's Old Boys | 2001–02   | 33        | 15        | 0       | 0      | 0             | 0             | 33      | 15     |
| Total             |           | 57        | 20        | 0       | 0      | 0             | 0             | 57      | 20     |
| Espanyol          | 2002–03   | 37        | 7         | 0       | 0      | 0             | 0             | 37      | 7      |
| Espanyol          | 2003–04   | 37        | 4         | 0       | 0      | 0             | 0             | 37      | 4      |
| Espanyol          | 2004–05   | 37        | 15        | 0       | 0      | 0             | 0             | 37      | 15     |
| Total             |           | 111       | 26        | 0       | 0      | 0             | 0             | 111     | 26     |
| Atlético Madrid   | 2005–06   | 29        | 10        | 4       | 1      | 0             | 0             | 33      | 11     |
| Atlético Madrid   | 2006–07   | 10        | 6         | 0       | 0      | 0             | 0             | 10      | 6      |
| Atlético Madrid   | 2007–08   | 35        | 8         | 3       | 0      | 10            | 2             | 48      | 10     |
| Atlético Madrid   | 2008–09   | 33        | 6         | 2       | 0      | 8             | 4             | 43      | 10     |
| Atlético Madrid   | 2009–10   | 14        | 2         | 2       | 5      | 8             | 1             | 24      | 8      |
| Total             |           | 121       | 32        | 6       | 6      | 18            | 4             | 145     | 42     |
| Liverpool         | 2009–10   | 17        | 1         | 0       | 0      | 0             | 0             | 17      | 1      |
| Liverpool         | 2010–11   | 28        | 10        | 1       | 0      | 6             | 0             | 35      | 10     |
| Liverpool         | 2011–12   | 12        | 4         | 9       | 2      | 0             | 0             | 21      | 6      |
| Total             |           | 57        | 15        | 10      | 2      | 6             | 0             | 73      | 17     |
| Newell's Old Boys | 2012–13   | 28        | 5         | 1       | 0      | 11            | 3             | 40      | 8      |
| Newell's Old Boys | 2013–14   | 22        | 9         | 1       | 0      | 5             | 2             | 28      | 11     |
| Newell's Old Boys | 2014      | 17        | 11        | 1       | 0      | 0             | 0             | 18      | 11     |
| Newell's Old Boys | 2015      | 29        | 10        | 0       | 0      | 0             | 0             | 29      | 10     |
| Newell's Old Boys | 2016      | 16        | 4         | 1       | 3      | 0             | 0             | 17      | 7      |
| Total             |           | 112       | 39        | 4       | 3      | 16            | 5             | 132     | 47     |
| Career Totals     |           | 458       | 132       | 20      | 11     | 40            | 9             | 518     | 152    |